# 2157 Ashbrook
2157 Ashbrook è un asteroide della fascia principale. Scoperto nel 1924, presenta un'orbita caratterizzata da un semiasse maggiore pari a 2,7836103 UA e da un'eccentricità di 0,1110554, inclinata di 8,62715° rispetto all'eclittica.
Stanti i suoi parametri orbitali, è considerato un membro della famiglia Gefion di asteroidi.